# حیدر میرزا (پسر حمزه میرزا)

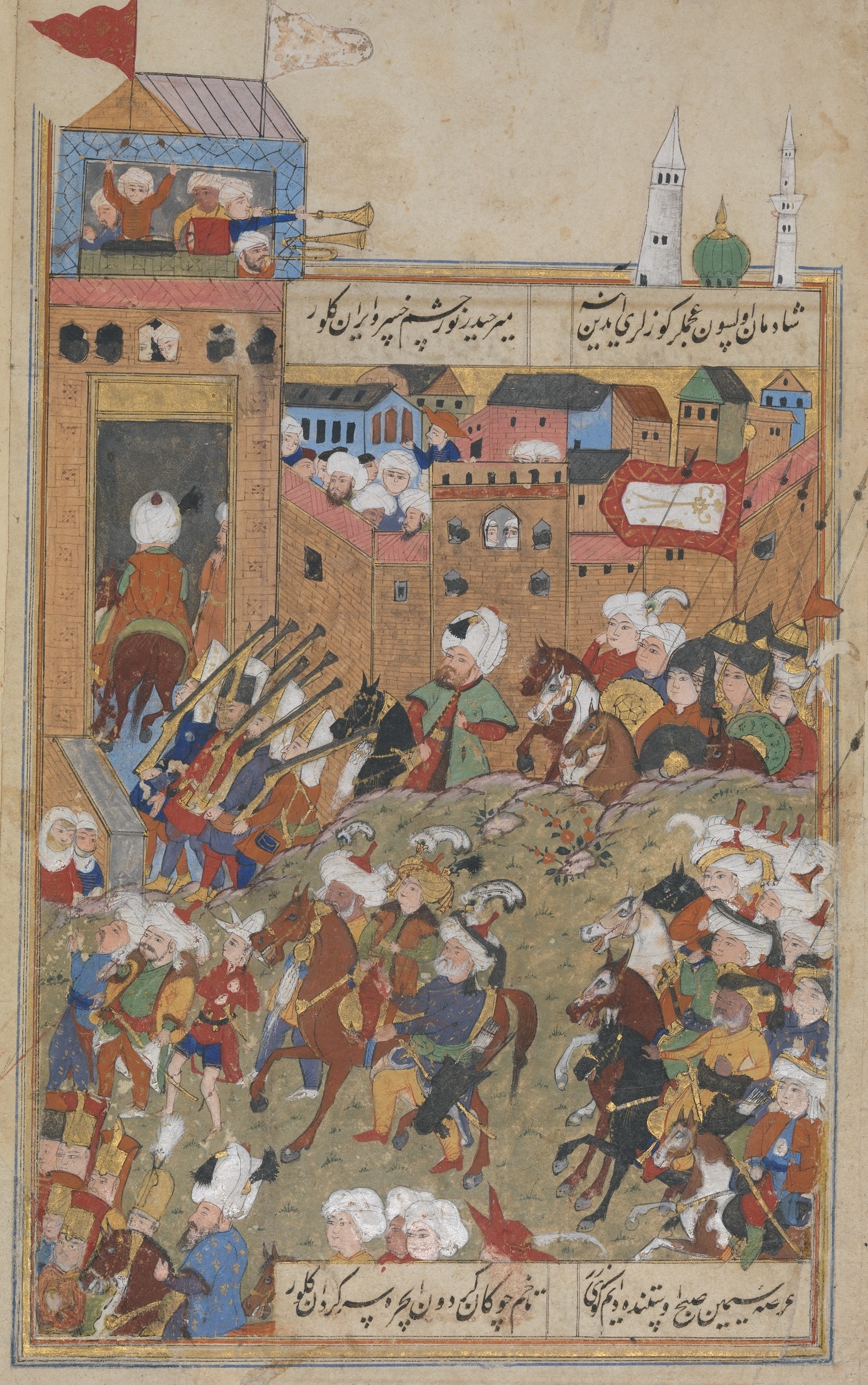
نگاره عثمانی ورود حیدرمیرزا به استانبول از دیوان محمود عبدالباقی. در نگاره «میرحیدر نور چشم خسرو ایران» نوشته شده است.

حیدر میرزا صفوی فرزند شاهزاده حمزه میرزا فرزند شاه محمد خدابنده چهارمین پادشاه صفوی بود. 
پس از سقوط تبریز در ۲۶ شهریور ۹۶۴ خ. (۱۷ سپتامبر ۱۵۸۵ /۹۹۳ هجری قمری)، حمزه میرزا با سپاه ده هزار نفری خود چند حمله شجاعانه به عثمانی‌کرد و یک ستون ارتش عثمانی را در حوالی خوی نابود ساخت. حمزه میرزا در دی ۹۶۴ تصمیم گرفت تبریز را آزاد کند به همین دلیل حملات متعددی به شهر کرد و تعداد زیادی از سربازان دشمن را به قتل رسانید. ولی به علت نداشتن سرداران لایق و توپخانهٔ مجهز نتوانست قلعهٔ تبریز را تسخیر کند. یک ماه بعد به نیروهای عثمانی در ساحل رود ارس حمله بردند و ضربات شدیدی به قوای عثمانی وارد ساختند. 
فرهاد پاشا بی‌درنگ نیروی کمکی به تبریز فرستاد و به سرداران قزلباش پیغام داد که ادامه جنگ به نفع و صلاح ایرانیان نبوده و بهتر است راضی به صلح شوند. زیرا سلطان عثمانی از اختلافات میان آنان به خوبی آگاه است. پس از چندی نامه‌ای نیز برای حمزه میرزا فرستاد و به وی پیشنهاد کرد درصورتیکه ایرانیان از تصرفات عثمانی چشم بپوشند، و یکی از شاهزادگان صفوی را به عنوان گروگان به باب عالی بفرستد، او سعی خواهد کرد سلطان عثمانی را به انعقاد معاهدهٔ صلح راضی کند و احتمال دارد سلطان هم تبریز را به آن شاهزاده ببخشد. حمزه میرزا این پیشنهاد را با نظر موافق تلقی کرد و قرار شد حیدر میرزا فرزند خردسال وی به همراهی یک سفیر عالی‌مقام به دربار عثمانی اعزام گردد.
با مرگ حمزه میرزا این اقدام به تعویق افتاد و با به سلطنت رسیدن شاه عباس حیدر میرزا با شاه محمد خدابنده و سایر شاهزادگان در ۱۵ محرم ۹۹۶ (۱۵۸۷ میلادی) به قلعه الموت و سپس در جمادی الثانی ۹۹۷ (۱۵۸۹ میلادی) به قلعه ورامین فرستاده شدند. چون حیدر میرزا شرط مصالحه با عثمانی بود حیدر میرزا در شعبان ۹۹۷ (۱۵۸۹ میلادی) از قزوین به استانبول فرستاده شد و در صفر ۹۹۸ وارد استانبول شد. حیدر میرزا تا سال ۱۰۰۵ قمری (۱۵۹۶ میلادی) در استانبول می‌زیست و در آن سال به مرض طاعون درگذشت و مرگ او مایهٔ خرسندی دربار ایران که از داشتن گروگان نزد دولت عثمانی ناراحت بود، گردید. 